# Well (Gueldre)
Pour les articles homonymes, voir Well.

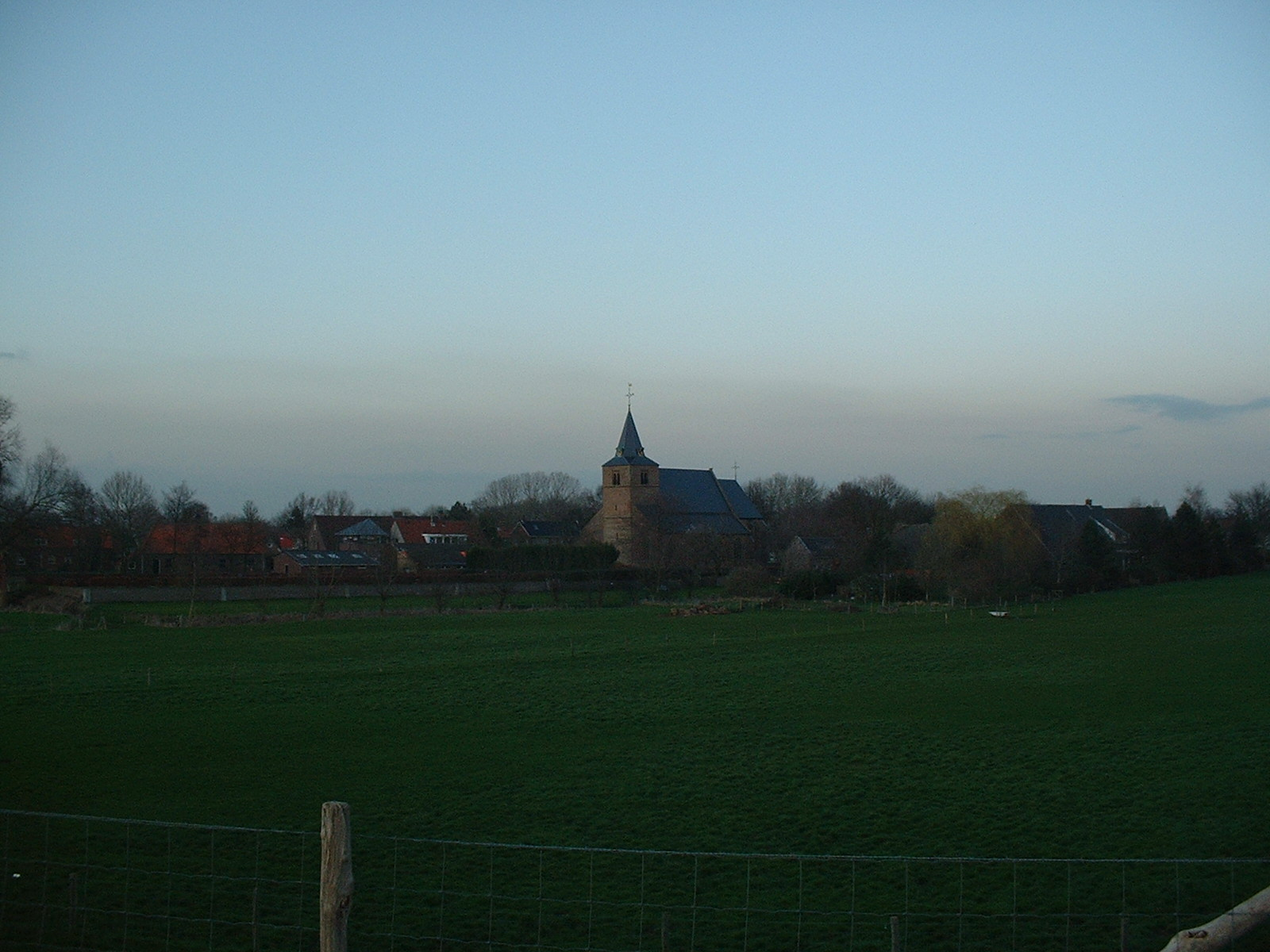
L'église de Well

Well est un village Pays-Bas de la commune de Maasdriel dans le Gueldre. Le 1er janvier 2006, Well comptait 939 habitants. Jusqu'au 1er janvier 1999, date de son annexion par la commune de Maasdriel, Well appartenait à la commune d'Ammerzoden. À l'ouest se trouve le hameau de Slijkwell, qui administrativement fait partie du village.
Well est situé sur la rive droite de la Meuse. Jusqu'en 1903, au-delà de Well, la Meuse se dirigeait vers le nord-ouest. Après la construction d'un barrage, cette partie de la Meuse forme l'Afgedamde Maas ou Meuse barrée. À partir de ce barrage, vers l'ouest, commence la Bergsche Maas. Autour de Well, on voit également d'autres traces, plus anciennes, d'autres anciens lits de la Meuse : Ainsi, la digue fluviale entre Well et Ammerzoden suit le cours d'un ancien méandre, et plus au nord, vers Wordragen, on retrouve d'autres traces d'un lit encore plus ancien.

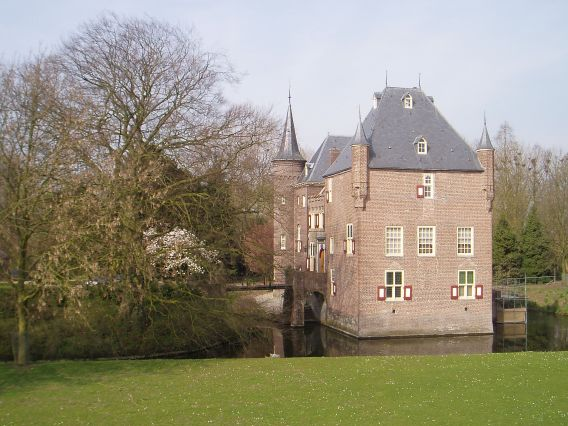
Château de Malsen, façade est

La plupart des commerces étant partis de Well, le village est très orienté sur Ammerzoden, situé à moins de 2 km à l'est. La population du village appartient essentiellement au calvinisme réformé.
Au nord-est du bourg, en contrebas de la digue d'Ammerzoden, se trouve le petit château privé des Van Malsen.